# Sal (Szlovénia)
Sal (szlovénül: Šalovci, németül: Schabing) falu és Sal község központja a Muravidéken, Szlovéniában.

## Fekvése
Muraszombattól 27 km-re északkeletre, a Goričko (Vendvidéki-dombság) szélén, a Kerka bal partján, a szlovén-magyar határ közelében fekszik

## Sal község települései
- Bűdfalva (Budinci)
- Dolány (Dolenci)
- Domonkosfa (Domanjševci)
- Kerkafő (Čepinci)
- Marokrét (Markovci)
- Sal (Šalovci)

## Története
A települést 1366-ban "Sool in valle seu districtu Sool" néven említik először. Felsőlendva várának tartozéka volt. A felsőlendvai Széchy család birtoka volt, akik Felsőlendva várát a hozzátartozó 73 faluval, köztük Sallal együtt 1365-ben kapták I. Lajos magyar királytól Éleskő és Miskolc uradalmáért, valamint a Szent Péter és Pál apostolok tiszteletére létesült tapolcai apátság kegyuraságáért cserébe. 1433-ban "Saal" alakban említik.
A Széchy család fiágának kihalása után 1685-ban Felsőlendva új birtokosa Nádasdy Ferenc, Széchy Katalin férje lett. Ezután az uradalommal együtt egészen a 19. század második feléig a Nádasdyaké.
Vályi András szerint "SAL. Két falu Vas Várm. egyiknek földes Ura Bernát, és több Uraságok, fekszik Nádasdhoz közel, és annak filiája; amannak pedig földes Ura Gr. Nádasdy Uraság, ez fekszik Nagy Dolinczhez nem meszsze, mellynek filiája, lakosaik katolikusok, fekszenek Körméndhez 1 1/2 mértföldnyire; földgyeik néhol soványak, fájok, legelőjök van, szőlejek nints."
Fényes Elek szerint "Sál, vindus falu, Vas vgyében, 213 kath., 417 evang. lak. Sovány, erdős határ. Hajdan mezőváros volt, mint kitetszik Lethenyei János által 1627-ben tett egyházi vizsgálatból. F. u. gr. Nádasdy. Ut. posta Radkersburg."
Vas vármegye monográfiája szerint "Sal kerkamenti nagy vend község, hajdan mezőváros volt 222 házzal és 1014 r. kath. és ág. ev. lakossal. Postája Nagy-Dolincz, távírója Szt.-Gotthárd. A község házai szétszórtan fekszenek. Határában, az országút mentén, valaha kolostor volt, de ma már csak a helyét mutogatják. Földesura a gróf Nádasdy-család volt."
1910-ben 1070, többségben szlovén lakosa volt, jelentős magyar kisebbséggel. A trianoni békeszerződésig Vas vármegye Muraszombati járásához tartozott. 1919-ben először a de facto Vendvidéki Köztársasághoz, majd a Szerb–Horvát–Szlovén Királysághoz csatolták, mely 1929-ben a Jugoszlávia nevet vette fel. 1941-ben újra visszakerült Magyarországhoz, majd 1945 után véglegesen Jugoszlávia része lett. 1991-ben, Szlovénia függetlenségének kikiáltása óta Szlovénia része. 2002-ben a településnek 462, a községnek 1718 lakója volt.

## Nevezetességei
- Haranglába a 19. században épült.

## Híres szülöttek
- Bakos Mihály 18–19. századi szlovén író
- Zsupánek Mihály költő
- Zsupánek János költő
- Zsupánek Vilmos költő

## Kapcsolódó szócikk
- Kerka-vidék